# Sofie Oosterwaal
Sofie Oosterwaal (Harderwijk, 17 juli 1990) is een Nederlands fotomodel.
Als kind wilde Oosterwaal kinderarts worden, in Nederland of bij Artsen Zonder Grenzen. Haar leven nam een compleet andere wending toen ze op het station van Haarlem ontdekt werd door een scout van Elite. Toen ze tijdens haar trip naar New York bovendien aangesproken werd door iemand die vroeg of ze model was, besloot ze zich thuis op te geven voor de Elite Model Look-verkiezing. Ze kwam dat jaar tot de nationale finale, die ze won. Sofie vertrok naar de internationale finale in Shanghai waar ze op 3 december 2004 op 14-jarige leeftijd werd uitgeroepen tot winnares. Ze won naast een contract met Elite Model New York en Parijs (ze had al een contract in Amsterdam), een geldbedrag van 150.000 euro.
Oosterwaal heeft in vele magazines gestaan, waaronder ELLEgirl en Starstyle. Bovendien heeft ze catwalkshows gelopen voor bekende ontwerpers als Judith Osborn en Percy Irausquin. Naast haar modellenwerk volgde ze het vwo. In 2008 heeft ze haar vwo-diploma behaald.
In de Samsung-campagne ‘imagine calling with a winner’ is Oosterwaal - als voormalig Elitewinnaar - prominent in beeld. Ze volgt hiermee Frederique van der Wal (2005) en Yfke Sturm (2006) op. Oosterwaal is in 2006 tevens het eindjurylid die een WILCARD toekent aan de winnares van de verkiezing op de Samsung Fun Club voor de Samsung Elite Model Look 2007.